# Film o sobie
Film o sobie – trzeci album grupy muzycznej PIN, wydany w maju 2011 roku przez wydawnictwo muzyczne EMI Music Poland. 
Album zawiera 14 utworów zespołu, w tym „PINlady” z którym to grupa ubiegała się o występ na Konkursie Piosenki Eurowizji 2010. Po zakwalifikowaniu się do finału krajowych preselekcji, zespół PIN zrezygnował z udziału w konkursie.

## Lista utworów
Opracowano na podstawie materiału źródłowego.
1. „Bezsenność”
2. „Film o sobie”
3. „Sam wiesz”
4. „Słowa jak ogień”
5. „Na pustej drodze”
6. „Świat czarny albo biały”
7. „Zemsta jak pieszczota”
8. „Kafejka na plaży”
9. „Abort”
10. „PINlady” (& Katarzyna Oleś-Blacha)
11. „Świtanie”
12. „Zanim nadejdzie dzień”
13. „Konstelacje”
14. „PINlady” (eurovision version)